# 제15회 제주영화제
제15회 제주영화제는 2019년 11월 2일에 열린 시상식이다.

## 수상 및 후보

### 제주트멍
- 애월 - 박철우
- 이타미 준의 바다 - 정다운
- 조수웅덩이 : 바다의 시작 - 임형묵
- Viva la Vida - 이상목
- 우리를 갈라놓는 것들 - 임흥순

### 아일랜드시네마
- 달을 사 버린 남자 - 파올로 주카
- 로지 - 패디 브레스내치
- 아틱 - 조 페나
- 이어도 - 김기영
- 하나레이 베이 - 마츠나가 다이시

### 한국영화 초이스
- 유열의 음악앨범 - 정지우
- 우리집 - 윤가은
- 기생충 - 봉준호
- 나의 특별한 형제 - 육상효
- 벌새 - 김보라

### 아임 유어 시네마
- 리틀 드러머 걸: 감독판 - 박찬욱
- 윤희에게 - 임대형

### 제주유랑극장
- 종이꽃 - 고훈
- 애월 - 박철우
- 바르다가 사랑한 얼굴들 - 아녜스 바르다 외 1명
- 로슈포르의 숙녀들 - 자크 데미

### 핑퐁시네마
- 코리아 - 문현성

### 특별전1
- 5시부터 7시까지의 클레오 - 아녜스 바르다
- 낭트의 자코 - 아녜스 바르다
- 노래하는 여자, 노래하지 않는 여자 - 아녜스 바르다
- 라 푸앵트 쿠르트로의 여행 - 아녜스 바르다
- 라이온의 사랑 - 아녜스 바르다
- 바르다가 사랑한 얼굴들 - 아녜스 바르다
- 아녜스 V에 의한 제인 - 아녜스 바르다
- 행복 - 아녜스 바르다
- 로슈포르의 숙녀들 - 자크 데미
- 롤라 - 자크 데미
- 쉘부르의 우산 - 자크 데미
- 도심 속의 방 - 자크 데미
- 당나귀 공주 - 자크 데미

### 특별전2
- 붉은 사막 - 미켈란젤로 안토니오니
- 쓰리 브라더스 - 프란체스코 로시
- 순수한 사람들 - 루치노 비스콘티
- 천사의 시 - 루이지 코멘치니
- 추하고 더럽고 미천한 - 에토레 스콜라
- 4 플라이즈 온 그레이 벨벳 - 다리오 아르젠토

### 제주VR초청
- 바람의 기억 - 박흥식